# Dirty Loops
I Dirty Loops sono un gruppo musicale svedese formatosi a Stoccolma nel 2008 e composto da Jonah Nilsson (voce e tastiere), Henrik Linder (basso) e Aron Mellergårdh (batteria).

## Storia
Il gruppo si è formato nel 2008 e ha pubblicato il suo primo singolo nel 2010. Nel febbraio del 2011 ha firmato un contratto con il produttore e cantautore Andreas Carlsson.
Il 3 settembre 2011 il gruppo ha fatto da supporto a Danny Saucedo nel galà della musica "Rockbjörnen", sponsorizzato dalla rivista Aftonbladet.
Il manager Andreas Carlsson è il principale responsabile dello sviluppo del brand del gruppo. Soprattutto ha consigliato loro cautela in cosa pubblicare su Internet. Sono apparsi in alcune interviste televisive, ma non hanno ancora suonato in nessuna trasmissione TV.
Andreas Carlsson ha aiutato il gruppo a raggiungere la fama mondiale. Nel 2012 i Dirty Loops hanno viaggiato negli Stati Uniti per incontrare alcuni tra i maggiori musicisti americani tra cui il cantante Brian McKnight, il batterista Simon Phillips e il bassista Nathan East. Hanno poi firmato un contratto discografico con il produttore di fama mondiale David Foster e l'etichetta Universal Music subsidiary Verve.

### L'album di debutto:Loopified
Il loro primo album in studio è stato pubblicato il 16 Aprile del 2014 in Giappone, il 19 Maggio in Gran Bretagna e il 19 Agosto in USA.

### Phoenix
Citando differenze creative durante l'inizio della produzione del loro secondo album, il gruppo ha annunciato che sarebbe andato in pausa per perseguire interessi individuali. Il 26 dicembre 2018 hanno postato sul loro Instagram un accenno al completamento del loro secondo album, segnando la fine della loro pausa. Il primo singolo del secondo album è stato pubblicato il 20 maggio 2019.

### Turbo(2021 - oggi)
Il 19 agosto 2021 Cory Wong e i Dirty Loops hanno pubblicato un singolo intitolato Follow the Light. Il 26 agosto hanno pubblicato il loro secondo singolo “Ring of Saturn”. Si tratta dell'album collaborativo Turbo, pubblicato il 3 settembre.

## Tour
Alla fine del 2012 il gruppo ha fatto da spalla a David Foster e Andreas Carlsson in Giappone, Cina, Indonesia, Singapore e Thailandia per il "David Foster & Friends Tour". Hanno suonato di fronte a decine di migliaia di spettatori durante il tour. Memorabile è stato il duetto di Jonah e Chaka Khan durante uno show del tour.

## Membri
- Jonah Nilsson - voce, tastiere
- Henrik Linder - basso
- Aron Mellergårdh - batteria

## Discografia
| Anno | Album     | Posizione massima | Posizione massima | Posizione massima | Posizione massima |
| Anno | Album     | SWE               | DEN               | NOR               | USA               |
| ---- | --------- | ----------------- | ----------------- | ----------------- | ----------------- |
| 2014 | Loopified | 19                | 26                | 25                | 86                |
| 2019 | Phoenix   |                   |                   |                   |                   |
| 2021 | Turbo     |                   |                   |                   |                   |